# Farrukh Sayfiev
Farrukh Sayfiev (17 de janeiro de 1991) é um futebolista profissional usbeque que atua como meia.

## Carreira
Farrukh Sayfiev representou a Seleção Usbeque de Futebol na Copa da Ásia de 2015.